# Ewa Mayzner-Zawadzka
Ewa Henryka Mayzner-Zawadzka (ur. 27 września 1939 w Pionkach) – polska lekarka i nauczycielka akademicka, anestezjolog, profesor nauk medycznych.

## Życiorys
W 1963 ukończyła studia na Wydziale Lekarskim Akademii Medycznej w Warszawie. W 1970 uzyskała stopień doktora nauk medycznych, habilitowała się w 1982. W 1993 otrzymała profesora nauk medycznych. Specjalizuje się w zakresie anestezjologii i intensywnej terapii, powołana została na krajowego konsultanta w tych dziedzinach. Odbywała staże naukowe w Danii, Szwecji i Holandii.
Zawodowo związana z Akademią Medyczną w Warszawie (przekształconą następnie w Warszawski Uniwersytet Medyczny), została profesorem zwyczajnym tej uczelni i kierownikiem Katedry Anestezjologii i Intensywnej Terapii. Objęła również kierownictwo Katedry Anestezjologii i Intensywnej Terapii Uniwersytetu Warmińsko-Mazurskiego w Olsztynie.
Jest członkinią międzynarodowych organizacji branżowych, w tym European Society of Regional Anaesthesia, European Society of Anaesthesiologists i innych, a także organizatorką Stowarzyszenia na rzecz Leczenia Ciężkich Krwotoków.
W 2001, za wybitne zasługi dla medycyny polskiej, za osiągnięcia w pracy naukowej i dydaktycznej, prezydent Aleksander Kwaśniewski odznaczył ją Krzyżem Kawalerskim Orderu Odrodzenia Polski.
Jej mężem był Andrzej Zawadzki.